# Hjertet ser
Hjertet ser è l'album di debutto della cantante danese Karen Busck, pubblicato il 28 maggio 2001 su etichetta discografica Mega Records ed Edel Records.

## Tracce
1. Ild over vand – 3:18
2. Hjertet ser – 4:00
3. Kom – 3:29
4. Giv mig tid – 4:04
5. Jeg tager afsted – 4:51
6. Derfra hvor du ser mig – 3:47
7. Fald lidt til ro – 2:51
8. Efterårssol – 3:41
9. Det er led at se – 3:31
10. Biografen – 3:50
11. Det sidste tog – 3:12
12. Ild over vand (Supa'Flyas Remix) – 3:30

## Classifiche
| Classifica (2001) | Posizione massima |
| ----------------- | ----------------- |
| Danimarca         | 25                |